# Spokiine
Spokiine (en (ucraïnès): Спокійне, en rus: Спокойное, Spokóinoie) és un poble de la República Autònoma de Crimea, a Ucraïna, que el 2014 tenia 37 habitants. Pertany al districte de Simferòpol.